# Saint-Vincent (Olaszország)
Saint-Vincent Olaszország Valle d’Aosta régiójának egy községe. Népszerű kiránduló- és pihenőhely.

## Látványosságok
A település legérdekesebb régészeti emlékei a római időkből fennmaradt romok. Román stílusú temploma a 12. században épült. Itt található a régió egyetlen ásványmúzeuma, valamint működik a településen egy egyházművészeti múzeum is.

## Turizmus
1770-ben Jean Baptiste Perret termálvízforrást fedezett fel a területén, amely beindította Saint-Vincent gyógyturizmusát is. A fürdő 1862-ben épült, és 1900 óta fogaskerekű köti össze a belvárossal. A víznek köszönhetően látogatott el ide többek között Giosuè Carducci vagy Habsburg–Estei Mária Terézia Johanna főhercegnő. Saint-Vincent ad otthont Velence, Sanremo, és Campione d’Italia mellett Olaszország négy kaszinója egyikének.
A település sípályáinak hossza 7 km.

## Közlekedés
Saint-Vincent könnyen elérhető az A5 Torino-Aosta autópályán, Milánóból és Torinóból vasúton, és autóbusszal. A legközelebbi repülőterek Aosta (20 km) és Torino (85 km).

## Források

Saint-Vincent község Valle d'Aosta térképén